# Roewe 550

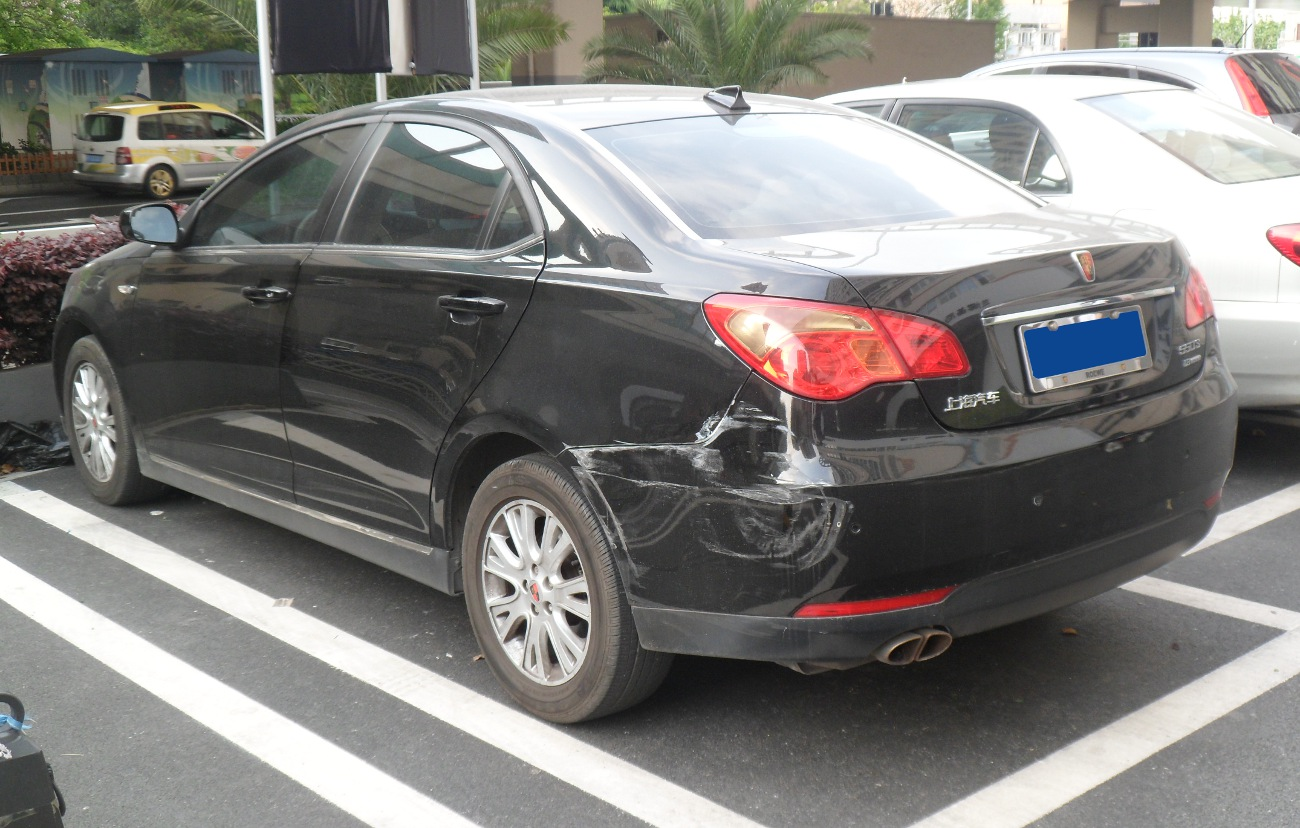
Heckansicht

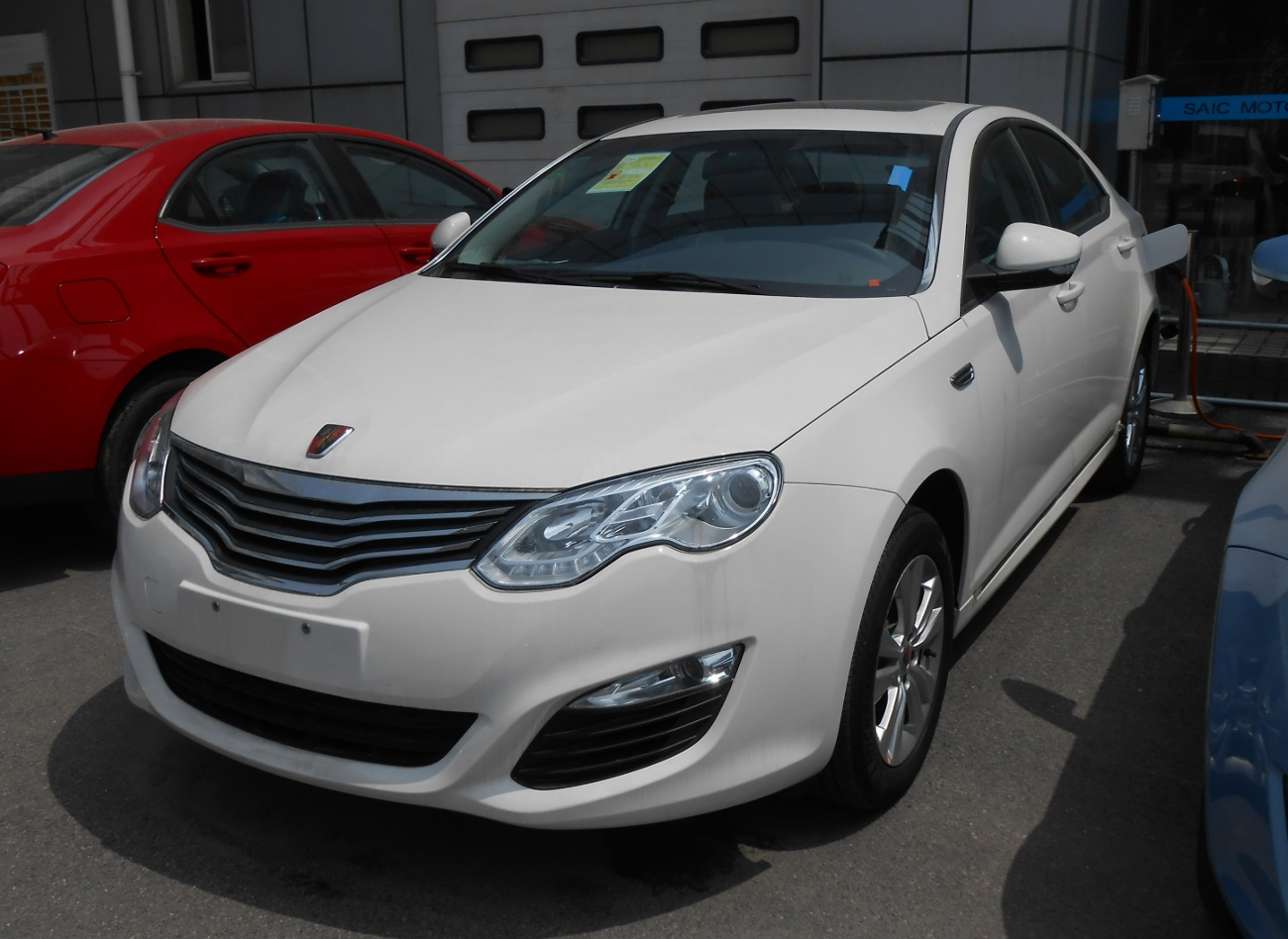
Roewe e550

Der Roewe 550 ist ein Mittelklasse-Pkw der chinesischen Marke Roewe. Auf einigen Märkten wurde dieser auch als MG 550 vermarktet. Der Wagen war die erste eigene Entwicklung von Roewe unter chinesischer Regie, nachdem zuvor nur der Roewe 750 angeboten wurde, der technisch einen in die obere Mittelklasse verschobenen Rover 75 darstellt.
Der 550 orientiert sich optisch an dem mit dem Roewe 750 eingeführten Design. Angetrieben wird der Wagen mit einem 1,8-l-Motor, welcher wahlweise 98 oder 118 kW leistet. Optional war zudem ein Automatikgetriebe erhältlich. Die Ausstattung entspricht westlichen Standards von Fahrzeugen der unteren Preisklasse, mit welchen das Modell auch preislich konkurrierte. So sind etwa eine Klimaanlage oder Ledersitze serienmäßig.

## e550
Der 2015 eingeführte Plug-in-Hybrid e550 kombiniert einen 80 kW (109 PS) starken 1,5-Liter-Ottomotor mit zwei Elektromotoren. Mit einer Gesamtleistung von 147 kW (200 PS) beschleunigt die Limousine in 9,5 Sekunden auf 100 km/h und erreicht eine Höchstgeschwindigkeit von 200 km/h. Die elektrische Reichweite des Plug-in-Hybriden liegt bei rund 60 Kilometern.

## Technische Daten
|                                               | 550 1.8               | 550 1.8T                   | e550 1.5                        |
| Bauzeitraum                                   | 2008–2016             | 2008–2016                  | 2015–2017                       |
| Motorkenndaten                                |                       |                            |                                 |
| Motortyp                                      | R4-Ottomotor          | R4-Otto-Turbomotor         | R4-Ottomotor + 2 Elektromotoren |
| Hubraum                                       | 1796 cm³              | 1796 cm³                   |                                 |
| max. Leistung Verbrennungsmotoren bei min−1   | 98 kW (133 PS) / 6000 | 118 kW (160 PS) / 5500     | 80 kW (109 PS) / 6000           |
| max. Leistung Elektromotoren bei min−1        | —                     | —                          | 23 kW (31 PS) + 44 kW (60 PS)   |
| max. Systemleistung                           | —                     | —                          | 147 kW (200 PS)                 |
| max. Drehmoment Verbrennungsmotoren bei min−1 | 170 Nm / 4500         | 215 Nm / 2000–4500         | 135 Nm / 4500                   |
| max. Drehmoment Elektromotoren bei min−1      | —                     | —                          | 147 Nm + 317 Nm                 |
| max. Systemdrehmoment                         | —                     | —                          | 587 Nm                          |
| Kraftübertragung                              |                       |                            |                                 |
| Antrieb                                       | Vorderradantrieb      | Vorderradantrieb           | Vorderradantrieb                |
| Getriebe, serienmäßig                         | 5-Gang-Schaltgetriebe | 5-Gang-Schaltgetriebe      | Automatikgetriebe               |
| Getriebe, optional                            | —                     | (6-Gang-Automatikgetriebe) | —                               |
| Messwerte                                     |                       |                            |                                 |
| Höchstgeschwindigkeit                         | 188 km/h              | 205 km/h (188 km/h)        | 200 km/h                        |
| Beschleunigung, 0–100 km/h                    | 13,2 s                | 9,3 s (k. A.)              | 9,5 s                           |
| Kraftstoffverbrauch auf 100 km (kombiniert)   | 7,4 l Super           | 8,5 l (k. A.) Super        | 1,6 l Super                     |
| Tankinhalt                                    | 62 l                  | 62 l                       | 31 l                            |